# Барташов, Макар Власович
Мака́р Вла́сович Барташо́в (бел. Макар Уласавіч Барташоў; 7 [20] сентября 1909 год — 7 февраля 1948 года) — советский военный лётчик, участник советско-японской войны, командир 12-й штурмовой авиационной дивизии Военно-воздушных сил Тихоокеанского флота. Герой Советского Союза (14.09.1945). Полковник (25.08.1943).

## Биография
Родился 7 (20) сентября 1909 года в городе Жлобине в семье рабочего. Белорус. Член ВКП(б) с 1931 года. Окончил неполную среднюю школу.
В ВМС РККА с июня 1929 года. В 1930 году окончил Военно-теоретическую школу лётчиков в Ленинграде (ныне Санкт-Петербург), в 1931 году — 2-ю военную школу лётчиков ВВС РККА в Борисоглебске, а в 1932 году — Военную школу морских лётчиков и лётчиков-наблюдателей имени И. В. Сталина в Ейске. С июля 1932 года служил в 60-й тяжелой бомбардировочной эскадрилье ВВС Украинского военного округа: младший лётчик, старший лётчик, командир корабля. В январе 1937 года переведён в военно-морскую авиацию, служил командиром авиаотряда 14-й авиационной эскадрильи ВВС Черноморского флота.
В декабре 1937 года переведён в авиацию Тихоокеанского флота, где прошла вся его дальнейшая служба. Командовал авиаотрядом 28-й авиационной эскадрильи флота, с мая 1938 — эскадрильей 115-го авиационного полка, с октября 1938 — 53-й отдельной авиационной эскадрильей. С ноября 1939 — помощник командира, а с августа 1940 года — командир 115-го отдельного морского разведывательного авиационного полка.
Участник Великой Отечественной войны. С февраля по апрель 1943 года подполковник М. В. Барташов был направлен на Черноморский флот на боевую стажировку для приобретения боевого опыта. Произвел 10 успешных боевых вылетов в составе 119-го штурмового авиационного полка флота. В этом полку воевал в районе Новороссийска, участвуя и нанесении ударов по аэродромам противника. Также летал к партизанам в Крым.
В мае 1943 года назначен командиром 12-й авиационной бригады ВВС ТОФ. В июле 1943 года на базе бригады была сформирована 12-я штурмовая авиационная дивизия ВВС ТОФ, в которой М. В. Барташов назначен командиром.
Участник советско-японской войны в августе 1945 года. Командир 12-й штурмовой авиационной дивизии (ВВС Тихоокеанского флота) полковник М. В. Барташов в этой войне совершил 10 боевых вылетов, в которых лично потопил 1 танкер водоизмещением свыше 6000 тонн в порту Юки (10 августа) и прямым попаданием повредил японский транспорт. Лётчики дивизии под его командованием совершили 532 боевых вылета по японским кораблях в портах Юки и Расин, а также по железнодорожным узлам в Корее, нанеся противнику ощутимый урон. Потоплено 12 транспортов, уничтожены 2 паровоза и 11 эшелонов, на аэродромах сожжено 5 самолётов, уничтожено 7 зенитных и полевых батарей.
Лётчики-штурмовики авиадивизии полковника М. В. Барташова особо отличились в ходе Харбино-Гиринской операции войск 1-го Дальневосточного фронта и Тихоокеанского флота и освобождении 12 августа 1945 года городов Юки (Унги, КНДР) и Расин (Наджин, КНДР). Приказом Верховного Главнокомандующего И. В. Сталина 12-й штурмовой авиадивизии присвоено почётное наименование «Расинская».
Указом Президиума Верховного Совета СССР от 14 сентября 1945 года за умелое командование авиадивизией, личное мужество и отвагу в боях с японскими милитаристами, полковнику Барташову Макару Власовичу присвоено звание Героя Советского Союза с вручением ордена Ленина и медали «Золотая Звезда» (№ 7135).
С ноября 1945 по декабрь 1946 года — командир 18-й смешанной авиационной дивизии ВВС ТОФ. Затем был направлен на учёбу, в 1947 году окончил Академические курсы офицерского состава ВВС и ПВО при Военно-морской академии имени К. Е. Ворошилова. С декабря 1947 года — заместитель командующего ВВС 4-го ВМФ на Балтийском море.
Погиб 7 февраля 1948 года в авиационной катастрофе под Калининградом при исполнении служебных обязанностей. Похоронен на воинском мемориале на проспекте Мира в городе Калининграде.

## Награды
- Медаль «Золотая Звезда» Героя Советского Союза (№ 7135, 14.09.1945)
- Орден Ленина (14.09.1945)
- Два ордена Красного Знамени (8.04.1944, 13.08.1945)
- Орден Красной Звезды (3.11.1944)
- Медали

## Память
- Именем Героя Советского Союза М. В. Барташова названа улица в его родном белорусском городе Жлобине[6] (ранее улица Всеобуча). Решение о переименовании улицы Всеобуча в честь Героя Советского Союза Макара Барташова было принято 60 лет назад, 18 мая 1964 года, на заседании исполкома Жлобинского горсовета депутатов.
- На доме № 21 по улице Барташова в Жлобине установлена мемориальная доска в честь Макара Барташова[6].
- Имя М. В. Барташова на Аллее Героев в Жлобине (Гомельская область).